# Alan e Aladim (álbum de 1989)
Alan e Aladim é o 5º álbum de estúdio da dupla sertaneja brasileira Alan & Aladim. Foi lançado em 1989 pelo selo Copacabana. Embora o álbum não tenha recebido nenhuma certificação da ABPD, fontes afirmam que o álbum vendeu mais de 500 mil cópias.

## Faixas
| N.º | Título                        | Duração |  |
| 1.  | "Aprendiz do Amor"            | 3:12    |  |
| 2.  | "Prá Poder Voltar Aqui"       | 3:14    |  |
| 3.  | "Você Ainda Vive em Mim"      | 3:06    |  |
| 4.  | "Nossa Estrela"               | 4:01    |  |
| 5.  | "Me Deixe Entrar em Sua Vida" | 3:30    |  |
| 6.  | "Eu Não Sei nem Viver"        | 3:05    |  |
| 7.  | "Não Vá"                      | 3:54    |  |
| 8.  | "Inimigo do Peito"            | 3:30    |  |
| 9.  | "Dona"                        | 3:41    |  |
| 10. | "Te Amo de Coração"           | 3:15    |  |
| 11. | "Quem Ama Perdoa"             | 3:01    |  |
| 12. | "Castelo de Algodão"          | 2:50    |  |